# Falemicze
Falemicze (ukr. Фалемичі) – wieś na Ukrainie na terenie rejonu włodzimierskiego w obwodzie wołyńskim, liczy 229 mieszkańców.